# Ewald Balser
Ewald Balser (Elberfeld, 5 ottobre 1898 – Vienna, 17 aprile 1978) è stato un attore tedesco.

## Biografia

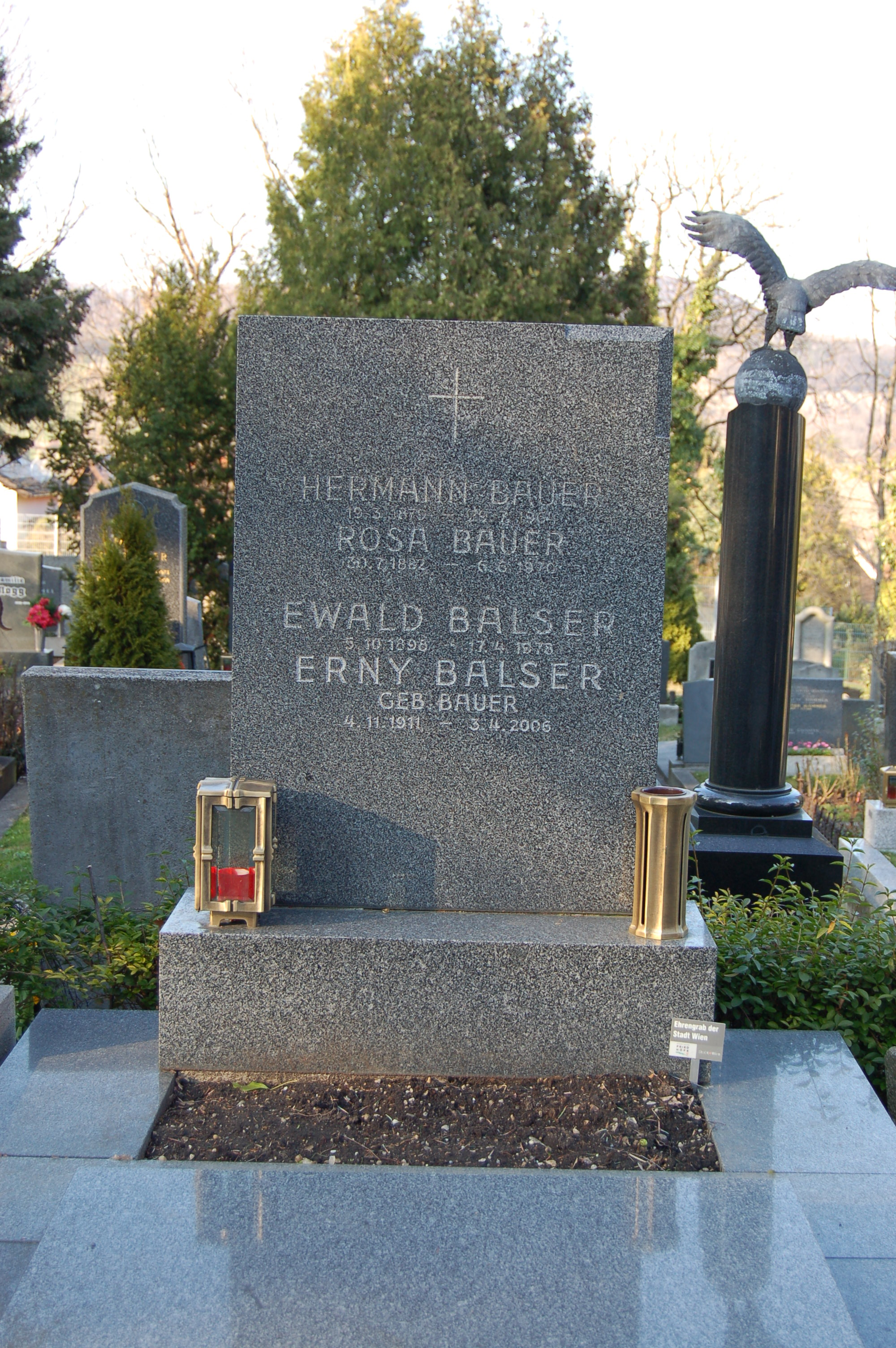
Tomba di Balser a Vienna

Ewald Balser nacque a Elberfeld in Germania il 5 ottobre 1898, il più giovane di undici figli del muratore Wilhelm Balser e di sua moglie Mathilde, nata Lohe.
Lavorò inizialmente come orafo, dopo di che si avvicinò al teatro alla fine degli anni dieci. Fece il suo debutto teatrale nel 1919 e lavorò negli anni seguenti a Basilea, Düsseldorf, Berlino e infine a Vienna, seguendo gli insegnamenti di Luise Dumont allo Schauspielhaus e di Otto Falkenberg al Münchner Kammerspielen, e alla fine del decennio (1928) si unì alla compagnia del Burgtheater di Vienna come attore e regista, dimostrandosi uno dei maggiori attori drammatici delle scene tedesche, con un ampio registro di personaggi. Sul palcoscenico, interpretava ruoli principalmente eroici nelle opere classiche.
Continuò la sua carriera dopo la guerra e la sua popolarità aumentò ancora negli anni cinquanta.
Dagli anni sessanta si  concentrò quasi esclusivamente sul teatro. Come un maestro del linguaggio e della recitazione, molti scrittori lo desideravano per anteprime e letture delle loro opere, come Arthur Schnitzler, Gerhart Hauptmann, Carl Zuckmayer, Franz Theodor Csokor, Josef Weinheber, e John Boynton Priestley
La sua prima moglie fu l'attrice Vera Balser-Eberle. Nel 1950 si sposò con Ernestine Bauer, madre di sua figlia Evelyn.
Come attore si distinse per ritrarre personaggi autorevoli in film drammatici, dove rappresentò medici, sacerdoti, vescovi, artisti e altre persone di rispetto, oppure figure storiche più anziane e quindi con un trucco pesante, in cui appariva generalmente più vecchio della sua età reale;inoltre il suo temperamento sanguigno sfociava nell'istrionismo, dando luogo a interpretazioni comunque pregevoli.
La sua principale attività nel mondo del cinema dal 1935 fu quella di interprete e tra i ruoli più interessanti e apprezzati dalla critica possiamo citare quelli del professor Sauerbruch, di Beethoven, dell'imperatore Francesco Ferdinando e (nella sua migliore interpretazione) in Crepuscolo di gloria (1942); partecipò al film Il processo (1948) di Georg Wilhelm Pabst dove interpretò la parte del dottor Eötvös.Nel 1955 lavorò con László Benedek per la realizzazione del film All'est si muore.
Durante un'esibizione del 1976 si sentì male e gli fu diagnosticato il cancro; morì all'età di ottant'anni il 17 aprile 1978 a Vienna.

## Filmografia
- Crepuscolo di gloria (Rembrandt), regia di Hans Steinhoff (1942)
- Der Scheiterhaufen, regia di Günther Rittau (1945)
- Il processo (Der Prozeß), regia di Georg Wilhelm Pabst (1948)
- Eroica, regia di Walter Kolm-Veltée (1949)
- Sensation in San Remo, regia di Georg Jacoby (1951)
- All'est si muore (Kinder, Mütter und ein General), regia di László Benedek (1955)
- Spionage, regia di Franz Antel (1955)
- La casa delle tre ragazze (Das Dreimäderlhaus), regia di Ernst Marischka (1958)
- I diavoli verdi di Montecassino (Die grünen Teufel von Monte Cassino), regia di Harald Reinl (1958)
- Il mostro di Mägendorf (Es geschah am hellichten Tag), regia di Ladislao Vajda (1958)
- Ohne Mutter geht es nicht, regia di Erik Ode (1958)